# Campionat d'Espanya de trial 1987
La temporada de 1987 del Campionat d'Espanya de trial fou la 20a edició d'aquest campionat, organitzat per la Reial Federació Motociclista Espanyola. El calendari oficial constava de 10 proves puntuables, celebrades entre el 8 de febrer i el 17 d'octubre. 6 de les proves programades es disputaren als Països Catalans: Roses (8 de febrer), Castelló de la Plana (19 d'abril), Sant Llorenç Savall (24 de maig), Ibi (5 de juliol), Cambrils (4 d'octubre) i Eivissa (17 d'octubre, el primer dels Dos Dies d'Eivissa d'aquell any).

## Classificació final
Font:
| Posició | Pilot           | Motocicleta  | Punts |
| ------- | --------------- | ------------ | ----- |
| 1       | Jordi Tarrés    | Beta         | 177   |
| 2       | Lluís Gallach   | Mecatecno    | 170   |
| 3       | Gabino Renales  | Gas Gas      | 146   |
| 4       | Andreu Codina   | Gas Gas      | 138   |
| 5       | Ronald Garcia   | Beta/Gas Gas | 90    |
| 6       | Jorge Arjones   | Garelli      | 89    |
| 7       | Òscar Giró      | Montesa      | 88    |
| 8       | Melcior Estorch | Mecatecno    | 85    |
| 9       | Amós Bilbao     | Beta         | 76    |
| 10      | Joan Freixas    | Merlin       | 44    |

## Categories inferiors
| Categoria    | Guanyador   | Motocicleta |
| ------------ | ----------- | ----------- |
| Júnior       | Santi Serra | Gas Gas     |
| "Autonomías" | Catalunya   | -           |